# アップルヒル (魚津市)
アップルヒル（APPLE HILL）は、富山県魚津市にあるショッピングセンター。

## 概要
新川興産（魚津市）の設置、グリーンモール（富山市）による管理、運営のもと1995年（平成7年）10月6日に、魚津市内では20年振りの大型ショッピングセンターとしてオープンした。
開店当初のテナントの数は27店舗で、『バロー』と『オスカーJマート』が核テナントとなっていた。2000年7月19日には中田図書販売が県東部の基幹店かつ自社最大の売り場面積（当時）である1,650㎡の店（オフィスボックス魚津店含む）をオープンさせ、同時に北陸初登場の「ガラージ」のブランドの家具の販売も始めた。
屋上には、第三者保有モデル（PPA）の制度を活用し、1,260枚の太陽光発電パネルが敷き詰められている（2023年8月に稼働開始）。設置・運用主体は北陸電力ビズ・エナジーソリューション。年間発電量は約46万5,000kw、二酸化炭素換算で年間約216トンの削減効果を見込む。
- 敷地面積：約36,500㎡[1]
- 延床面積：約12,050㎡[1]
- 商業施設面積：約7,740㎡[1]
- 駐車場：700台[1]

## 主なテナント
入居しているテナントの詳細は、公式ホームページを参照。
- バロー
- Vドラッグ
- ブックスなかだ・office Vox
- 美容プラージュ
- ソフトバンクモバイル
- au
- 魚津アップルヒル郵便局
- NTTドコモ（別棟）
- COCO'S（別棟）
- ユニクロ（別棟）

## 周辺の大型商業施設
- 魚津ショッピングスクエア サンプラザ